# ブロモトリフルオロメタン
ブロモトリフルオロメタン(Bromotrifluoromethane)は、化学式CBrF3の有機化合物である。ハロン1301、R13B1等とも呼ばれる。

## 物理的性質
| 性質                 | 値                    |
| -------------------- | --------------------- |
| 臨界点 (Tc)          | 66.9 °C (340.08 K)    |
| 臨界圧力 (pc)        | 3.956 MPa (39.56 bar) |
| 臨界密度 (ρc)        | 5.13 mol.l−1          |
| オゾン破壊係数 (ODP) | 10 (CCl3F = 1)        |
| 地球温暖化係数 (GWP) | 6900 (CO2 = 1)        |

## 利用

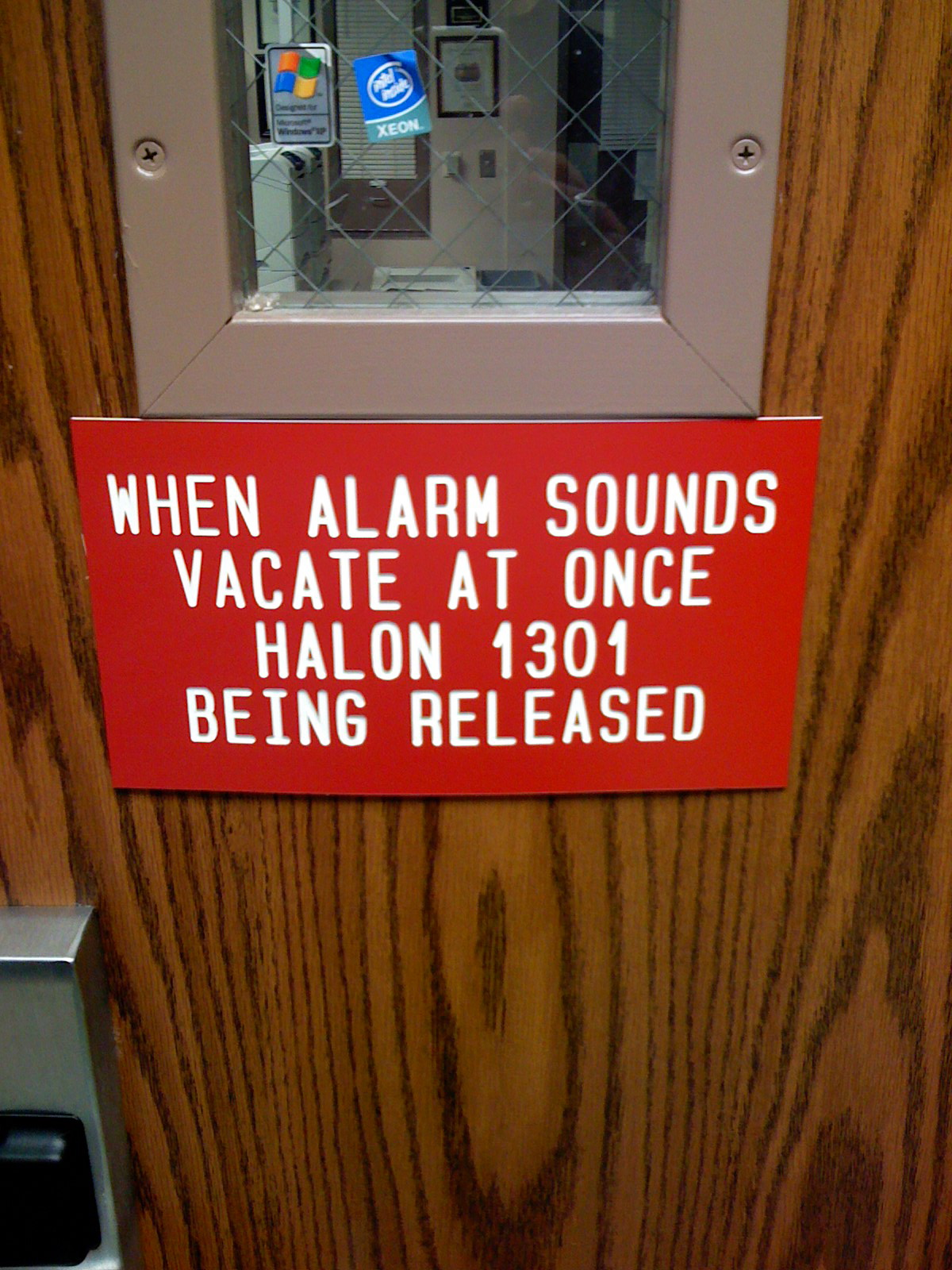
消火システムの警告標識

ハロン1301は、1960年代に効率の良いガス系消火器として導入され、航空機、メインフレーム、電話交換機等の高価なものに対して用いられた。
ハロン1301に不必要に曝露することは避けるべきで、7%以下の濃度で15分以下に制限するべきだと考えられている。5-7%のハロン1301に曝されると、若干の影響が見られることがある。7-10%では、目眩や四肢のうずき等、穏やかな中枢神経系への影響が生じると報告されている。
また、主に臭化水素やフッ化水素のような、毒性と刺激性を持った熱分解生成物が生じるリスクもある。
ベトナム戦争の経験から、燃焼開始時の燃料タンクからの蒸気を抑えるため、F-16にもハロン1301が用いられている。敵国上空に入る際には、燃料タンクにハロン1301が注入される。環境に対する懸念から、代替としてトリフルオロヨードメタンの利用が検討されている。
ニュートリノ検出器ガルガメルの泡箱には、ハロン1301が満たされている。
オゾン層破壊に対するハロン1301の危険性が知られる前は、効率的な冷媒として、工業用の冷却に多く用いられてきた。